# Tobias Englund
Tobias Englund, född 6 februari 1989, är en svensk fotbollsspelare (försvarare) som senast spelade för Arendal Fotball.

## Karriär
Englunds moderklubb är IFK Värnamo. Han spelade för A-laget mellan 2005 och 2016. I januari 2017 värvades Englund av Falkenbergs FF, där han skrev på ett tvåårskontrakt. I november 2018 förlängde Englund sitt kontrakt med två år. I januari 2021 förlängde han sitt kontrakt i klubben med tre år. Falkenberg blev under säsongen 2021 nedflyttade till Ettan och Englund lämnade klubben efter säsongen.